# Tribunal judiciaire de Saint-Pierre
 (juillet 2016).
Si vous disposez d'ouvrages ou d'articles de référence ou si vous connaissez des sites web de qualité traitant du thème abordé ici, merci de compléter l'article en donnant les références utiles à sa vérifiabilité et en les liant à la section « Notes et références ».
Le tribunal judiciaire de Saint-Pierre est un tribunal judiciaire français qui siège à Saint-Pierre de La Réunion.
Compétent sur la moitié sud de cette île de l'océan Indien, l'autre moitié étant la compétence du tribunal judiciaire de Saint-Denis, il est placé sous le ressort de la cour d'appel de Saint-Denis, située dans le chef-lieu du département d'outre-mer.

## Organisation

### Président
- Bertrand Pagès depuis le 1er août 2022[2]

### Procureur de la République
- Olivier Clémençon depuis le 7 août 2023[3]